# Drapelul Tanzaniei

Raport: 2:3

Drapelul Tanzaniei a fost adoptat în 1964. Provine din steagurile Tanganikăi și Zanzibarului. Steagul este împărțit în diagonală de o bandă neagră cu margini galbene pornind din colțul de jos de lângă lance. Triunghiul de sus (spre lance) este verde, iar cel de jos este albastru. 